# Riyal saudita
El riyal saudita (àrab: ريال سعودي, riyāl saʿūdī, o, simplement, ريال, riyāl, pl. ريالات, riyālāt) és la moneda de l'Aràbia Saudita. El codi ISO 4217 és SAR i s'acostuma a abreujar SR (en àrab ر.س). Es divideix en 100 hal·lalat (en àrab هللات, hallalāt, en singular hàl·lala, هللة, hallala).

## Història
El riyal ha estat sempre la moneda de l'Aràbia Saudita des dels seus inicis com a estat, i abans ja ho era del Hijaz, un dels regnes integrants. El riyal del Hidjaz originàriament equivalia a la moneda otomana de 20 piastres i, en conseqüència, es va subdividir en 20 piastres o quruix (en àrab قروش, qurūx; en singular qirx, قرش), cadascuna de les quals es dividia en 40 para.
Amb tot i això, el riyal saudita es va equiparar al tàler de Maria Teresa, que tenia més valor, ja que equivalia a 22 piastres otomanes. Així doncs, la moneda saudita originàriament es va subdividir en 22 quruix fins que, el 1960, es dividia en 20 quruix, tal com ho estava prèviament el riyal del Hijaz. Finalment, el 1963 es va produir la decimalització de la moneda i el riyal va passar a subdividir-se en 100 hal·lalat. De tota manera, les monedes saudites actuals de hal·lalat encara porten el valor també en quruix.

## Monedes i bitllets
Emès per l'Autoritat Monetària de l'Aràbia Saudita (en àrab مؤسسة النقد العربي السعودي, Muʾassasat al-Naqd al-ʿArabī as-Saʿūdī), en circulen monedes de 5, 10, 25, 50 i 100 hal·lalat, i bitllets d'1, 5, 10, 50, 100 i 500 riyals. També es van emetre bitllets de 20 i 200 riyals per commemorar el centenari del reialme.

## Taxes de canvi
- 1 EUR = 4,80742 SAR (7 de juliol del 2006)
- 1 USD = 3,75 SAR (fixa des de l'1 de gener del 2003)